# العلاقات الأوكرانية الدنماركية
العلاقات الأوكرانية الدنماركية هي العلاقات الثنائية التي تجمع بين أوكرانيا والدنمارك.

## مقارنة بين البلدين
هذه مقارنة عامة ومرجعية للدولتين:
| وجه المقارنة                                              | أوكرانيا                                   | الدنمارك                                                     |
| --------------------------------------------------------- | ------------------------------------------ | ------------------------------------------------------------ |
| المساحة (كم2)                                             | 603.63 ألف                                 | 42.92 ألف                                                    |
| عدد السكان (نسمة)                                         | 45.55 مليون                                | 5.79 مليون                                                   |
| الكثافة السكانية (ن./كم²)                                 | 75.46                                      | 134.9                                                        |
| العاصمة                                                   | كييف                                       | كوبنهاغن                                                     |
| اللغة الرسمية                                             | اللغة الأوكرانية                           | اللغة الدنماركية                                             |
| العملة                                                    | هريفنا أوكرانية، كاربوفانيتس، روبل سوفييتي | كرونة دنماركية                                               |
| الناتج المحلي الإجمالي (بليون دولار)                      | 112.15 مليار                               | 324.87 مليار                                                 |
| الناتج المحلي الإجمالي (تعادل القوة الشرائية) بليون دولار | 352.98 مليار                               | 278.61 مليار                                                 |
| الناتج المحلي الإجمالي الاسمي للفرد دولار أمريكي          | 2.11 ألف                                   | 51.99 ألف                                                    |
| الناتج المحلي الإجمالي للفرد دولار أمريكي                 | 8.66 ألف                                   | 45.54 ألف                                                    |
| مؤشر التنمية البشرية                                      | 0.747                                      | 0.900                                                        |
| رمز المكالمات الدولي                                      | +380                                       | +45                                                          |
| رمز الإنترنت                                              | .ua، .укр ‏                                 | .dk                                                          |
| المنطقة الزمنية                                           | ت ع م+02:00، ت ع م+03:00، توقيت شرق أوروبا | توقيت وسط أوروبا، ت ع م+02:00، ت ع م+01:00، أوروبا/كوبنهاجن ‏ |

## مدن متوأمة
في ما يلي قائمة باتفاقيات التوأمة بين مدن أوكرانية ودنماركية:
- ترتبط كييف مع أودنسه باتفاقية توأمة منذ 1991.[16][17][18][19]

## منظمات دولية مشتركة
يشترك البلدان في عضوية مجموعة من المنظمات الدولية، منها:
| علم المنظمة | اسم المنظمة                               | تاريخ انضمام أوكرانيا | تاريخ انضمام الدنمارك |
| ----------- | ----------------------------------------- | --------------------- | --------------------- |
|             | وكالة ضمان الاستثمار متعدد الأطراف        | 19 يوليو 1994         | 12 أبريل 1988         |
|             | الأمم المتحدة                             | 24 أكتوبر 1945        | 24 أكتوبر 1945        |
|             | الفريق المعني برصد الأرض                  | ?                     | ?                     |
|             | منظمة حظر الأسلحة الكيميائية              | ?                     | ?                     |
|             | منظمة التجارة العالمية                    | 16 مايو 2008          | 1995                  |
|             | منظمة الشرطة الجنائية الدولية             | ?                     | ?                     |
|             | منظمة الأمن والتعاون في أوروبا            | 30 يناير 1992         | 25 يونيو 1973         |
|             | مؤسسة التنمية الدولية                     | 27 مايو 2004          | 30 نوفمبر 1960        |
|             | نظام تحكم تكنولوجيا القذائف               | 1998                  | 1990                  |
|             | يونسكو                                    | 12 مايو 1954          | 4 نوفمبر 1946         |
|             | مجلس أوروبا                               | 9 نوفمبر 1995         | ?                     |
|             | الاتحاد البريدي العالمي                   | ?                     | ?                     |
|             | البنك الدولي للإنشاء والتعمير             | 3 سبتمبر 1992         | 30 نوفمبر 1960        |
|             | اتفاقية السماوات المفتوحة                 | ?                     | ?                     |
|             | الاتحاد الدولي للاتصالات                  | 7 مايو 1947           | 1866                  |
|             | مؤسسة التمويل الدولية                     | 18 أكتوبر 1993        | 20 يوليو 1956         |
|             | المنظمة الأوروبية لسلامة الملاحة الجوية   | 2004                  | 1994                  |
|             | المركز الدولي لتسوية المنازعات الاستشارية | 7 يوليو 2000          | 24 مايو 1968          |
|             | مجموعة أستراليا                           | 2005                  | 1985                  |
|             | مجموعة الموردين النوويين                  | ?                     | ?                     |

## أعلام
هذه قائمة لبعض الشخصيات التي تربطها علاقات بالبلدين:
- ايريك سفياتشينكو (لاعب كرة قدم دنماركي، 4 أكتوبر 1991[27] – )

## وصلات خارجية
- موقع وزارة الخارجية الأوكرانية
- موقع وزارة الخارجية الدنماركية